# Wrangler (professione)

Wrangler con un cavallo

In America del Nord, un wrangler è una persona professionalmente addetta alla cura di un animale, specialmente cavalli.
La parola "wrangler" deriva dal basso tedesco wrangeln, ovvero "disputare" o "lottare". Viene citata per la prima volta nel 1377. L'uso professionale nel 1547. Il riferimento a chi si prende cura di cavalli o "mandriano" risale al 1888.
Wrangler è anche colui che maneggia i cavalli sui set cinematografici. Un "dude-wrangler" è un cowboy o guida che porta non-wrangler e non-cowboy su viaggi a cavallo nell'equitazione americana.
Nell'industria cinematografica, wrangler è anche chi cerca particolari prodotti per film e produzioni televisive, musicali, come custom car o animali.